# Eemil Nestor Setälä
Eemil Nestor Setälä (ur. 27 lutego 1864 w Kokemäki, zm. 8 lutego 1935 w Helsinkach) – fiński językoznawca, specjalista w zakresie języka fińskiego i rodziny ugrofińskiej; w latach 1893–1929 profesor języka i literatury fińskiej na Uniwersytecie Helsińskim.
Był także czynny na scenie politycznej.

## Wybrana twórczość
- Suomen kielen lauseoppi (1891)